# Elmer Flick
Elmer Harrison Flick (Bedford, 11 gennaio 1876 – Bedford, 6 gennaio 1971) è stato un giocatore di baseball statunitense di ruolo esterno nella Major League Baseball (MLB). È stato introdotto nella National Baseball Hall of Fame nel 1964.

## Carriera
Flick giocò nella MLB dal 1898 al 1910 per Philadelphia Phillies, Philadelphia Athletics e Cleveland Bronchos/Naps. Iniziò la carriera nelle minor league quando fu notato da George Stallings, manager dei Phillies, che gli fece firmare un contratto come esterno di riserva. Divenne tuttavia titolare già nella sua prima stagione quando un infortunio costrinse al ritiro un altro giocatore. Flick passò agli Athletics nel 1902, ma un'ingiunzione giudiziaria gli impedì di giocare in Pennsylvania. Si unì così ai Naps, dove continuò a giocare per il resto della carriera, accorciata per un problema allo stomaco. Flick era noto principalmente per le sue battute e la sua velocità. Guidò la National League in punti battuti a casa nel 1900 e l'American League in basi rubate nel 1904 e 1906, oltre che in media battuta nel 1905.

## Palmarès
- Miglior battitore dell'American League: 1

1905
- Leader della National League in punti battuti a casa: 1

1900
- Leader della National League in basi rubate: 1

1904, 1906